# Kirton Island
Kirton Island ist eine kleine Insel vor der Mawson-Küste des ostantarktischen Mac-Robertson-Lands. Sie liegt 5 km westlich des Kap Daly und ist Teil der Robinson-Gruppe. 
Norwegische Kartografen kartierten sie 1947 anhand von Luftaufnahmen der Lars-Christensen-Expedition 1936/37. Das Antarctic Names Committee of Australia benannte die Insel 1960 nach Malcolm Kirton (* 1932), Geophysiker auf der Mawson-Station im Jahr 1959.